# 4554 Fanynka
4554 Fanynka (1986 UT) là một tiểu hành tinh vành đai chính được phát hiện ngày 28 tháng 10 năm 1986 bởi Antonín Mrkos ở Klet.